# Saint-Vaast-en-Cambrésis
Pour les articles homonymes, voir Saint-Vaast.
Saint-Vaast-en-Cambrésis est une commune française située dans le département du Nord, en région Hauts-de-France.

## Géographie

### Situation

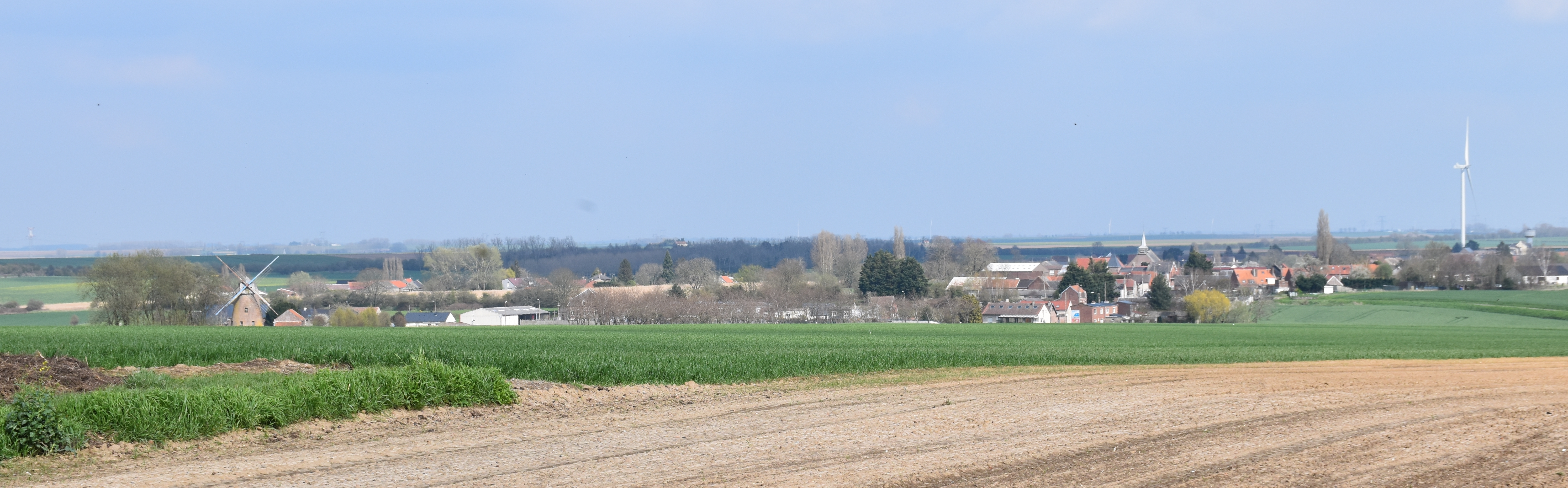
Panorama du village.

Le village est situé en Cambrésis, dans le nord de la France, à 13 kilomètres à l'est de Cambrai, à 6 kilomètres à l'ouest de Solesmes, .
Il se trouve dans l'aire d'attraction de Cambrai et dans sa zone d'emploi, dans l'unité urbaine  de Saint-Hilaire-lez-Cambrai zt dans le bassin de vie d'Avesnes-les-Aubert

### Communes limitrophes
Les communes limitrophes sont Saint-Aubert, Haussy, Saint-Hilaire-lez-Cambrai, Saint-Python et Viesly.
|  | Saint-Aubert              | Haussy       |
|  | Saint-Vaast-en-Cambrésis  | Saint-Python |
|  | Saint-Hilaire-lez-Cambrai | Viesly       |

### Géologie et relief
La superficie du territoire communal est de 437 hectares et son altitude est de 71 mètres au niveau de l'Erclin, 85 mètres aux entrées de la commune. 
Si le sol est naturellement argileux et calcaire, on peut découvrir par endroits des terres à silex et des terres dites manettes.

### Hydrographie

#### Réseau hydrographique

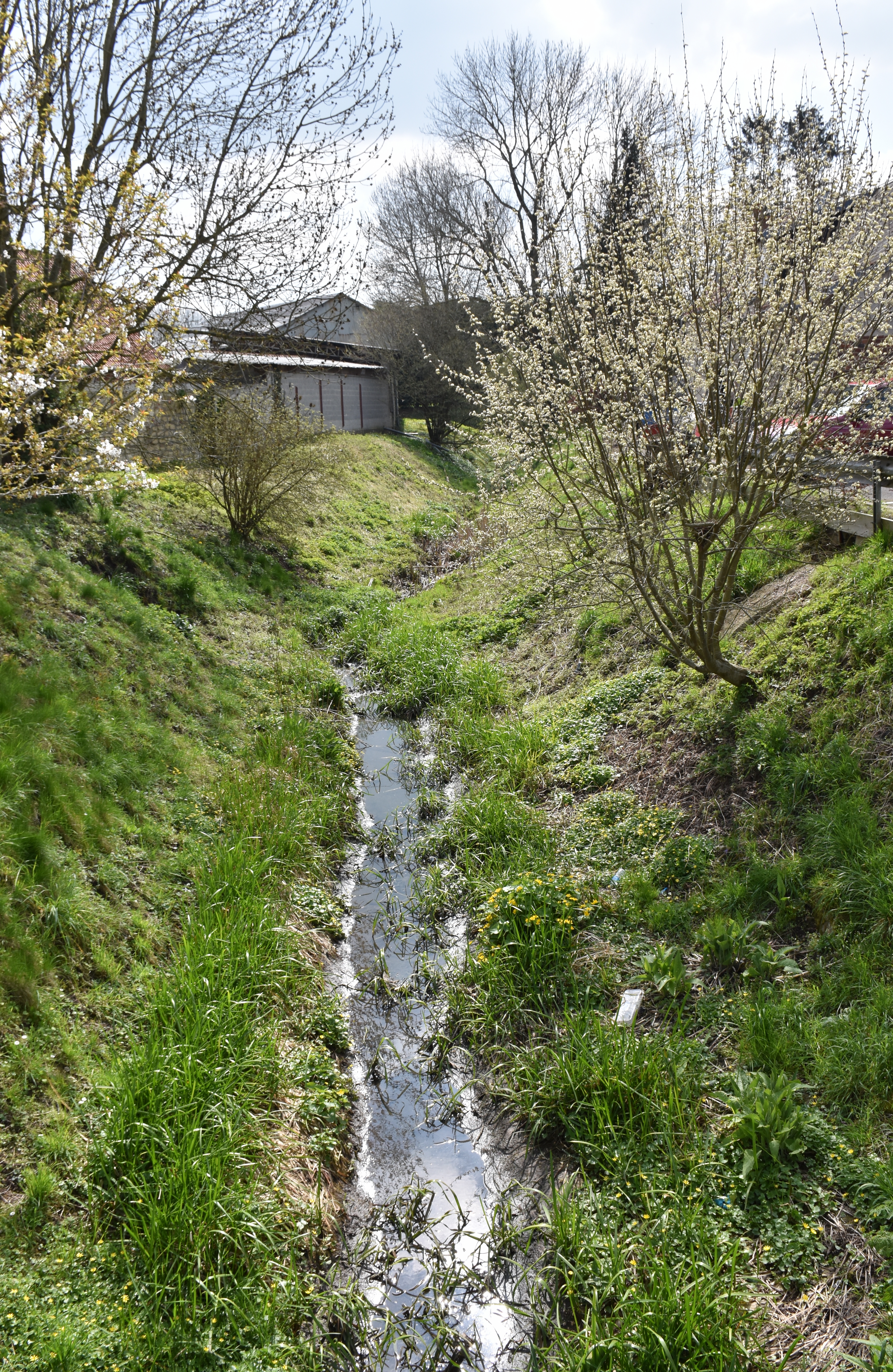
Le ruisseau L'Erclin dans le village.

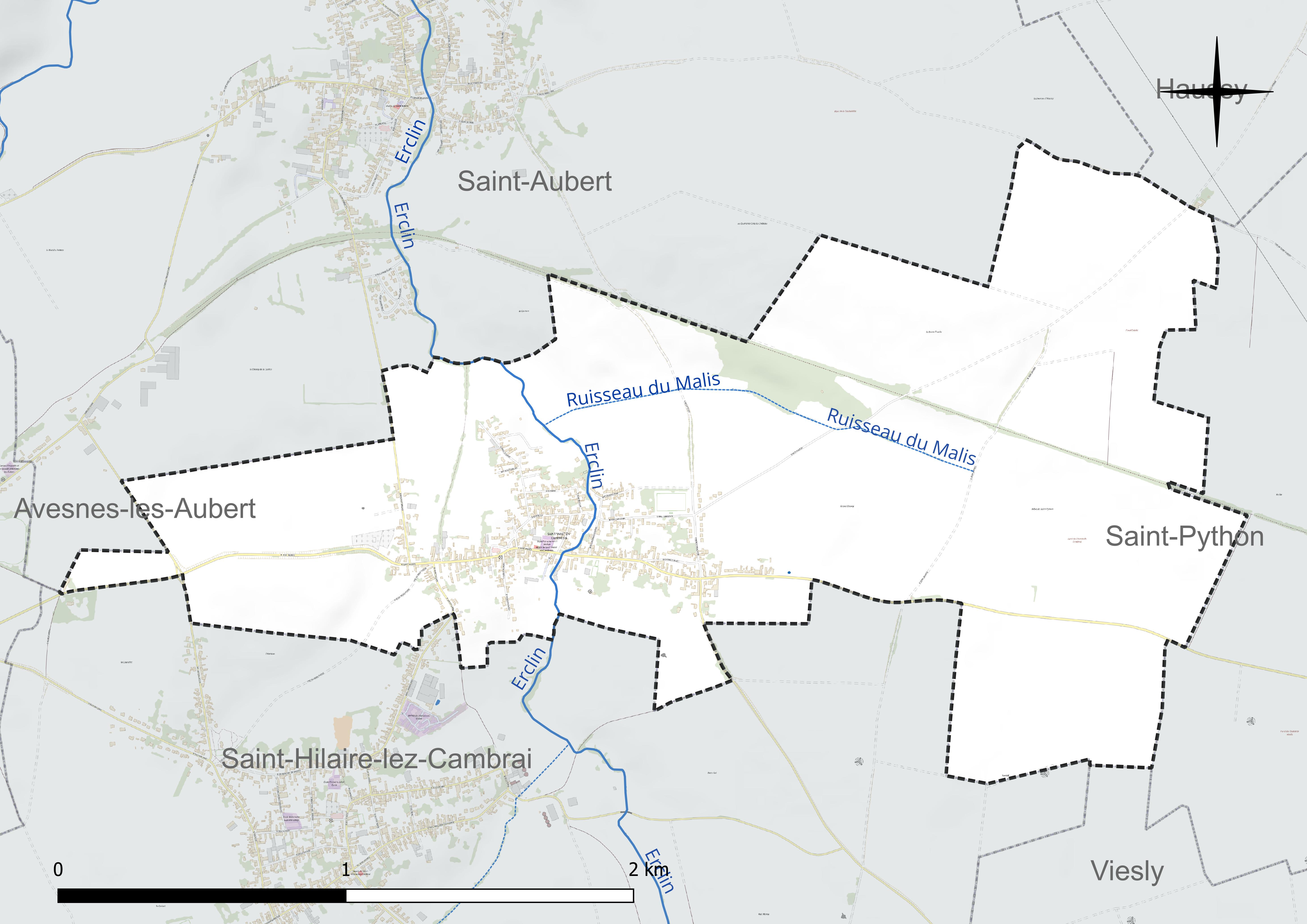
Réseau hydrographique de Saint-Vaast-en-Cambrésis.

La commune est située dans le bassin Artois-Picardie. 
Elle est drainée par l'Erclin et le ruisseau du Malis,,.
L'Erclin, d'une longueur de 34 km, prend sa source dans la commune de Maurois et se jette  dans l'Escaut canalisée à Thun-Saint-Martin, après avoir traversé 16 communes.

#### Gestion et qualité des eaux
Le territoire communal est couvert par le schéma d'aménagement et de gestion des eaux (SAGE) « Escaut ». Ce document de planification concerne un territoire de 2 005 km2 de superficie, délimité par le bassin versant de l'Escaut. Le périmètre a été arrêté le 9 juin 2006 et le SAGE proprement dit a été approuvé le 13 juillet 2021. La structure porteuse de l'élaboration et de la mise en œuvre est le syndicat mixte Escaut et Affluents (SyMEA).
La qualité des cours d'eau peut être consultée sur un site dédié géré par les agences de l'eau et l'Agence française pour la biodiversité.

### Climat
Pour des articles plus généraux, voir Climat des Hauts-de-France et Climat du Nord.
En 2010, le climat de la commune est de type climat océanique dégradé des plaines du Centre et du Nord, selon une étude du CNRS s'appuyant sur une série de données couvrant la période 1971-2000. En 2020, Météo-France publie une typologie des climats de la France métropolitaine dans laquelle la commune est dans une zone de transition entre le climat océanique et le climat océanique altéré et est dans la région climatique  Nord-est du bassin Parisien, caractérisée par un ensoleillement médiocre, une pluviométrie moyenne régulièrement répartie au cours de l'année et un hiver froid (3 °C).
Pour la période 1971-2000, la température annuelle moyenne est de 10,3 °C, avec une amplitude thermique annuelle de 14,9 °C. Le cumul annuel moyen de précipitations est de 735 mm, avec 12,2 jours de précipitations en janvier et 9,4 jours en juillet. Pour la période 1991-2020, la température moyenne annuelle observée sur la station météorologique la plus proche, située sur la commune de Valenciennes à 20 km à vol d'oiseau, est de 11,0 °C et le cumul annuel moyen de précipitations est de 694,1 mm,. Pour l'avenir, les paramètres climatiques de la commune estimés pour 2050 selon différents scénarios d'émission de gaz à effet de serre sont consultables sur un site dédié publié par Météo-France en novembre 2022.

## Urbanisme

### Typologie
Au 1er janvier 2024, Saint-Vaast-en-Cambrésis est catégorisée petite ville, selon la nouvelle grille communale de densité à sept niveaux définie par l'Insee en 2022.
Elle appartient à l'unité urbaine de Saint-Hilaire-lez-Cambrai, une agglomération intra-départementale regroupant deux  communes, dont elle est une commune de la banlieue,,. 
Par ailleurs la commune fait partie de l'aire d'attraction de Cambrai, dont elle est une commune de la couronne,. Cette aire, qui regroupe 64 communes, est catégorisée dans les aires de 50 000 à moins de 200 000 habitants,.

### Occupation des sols

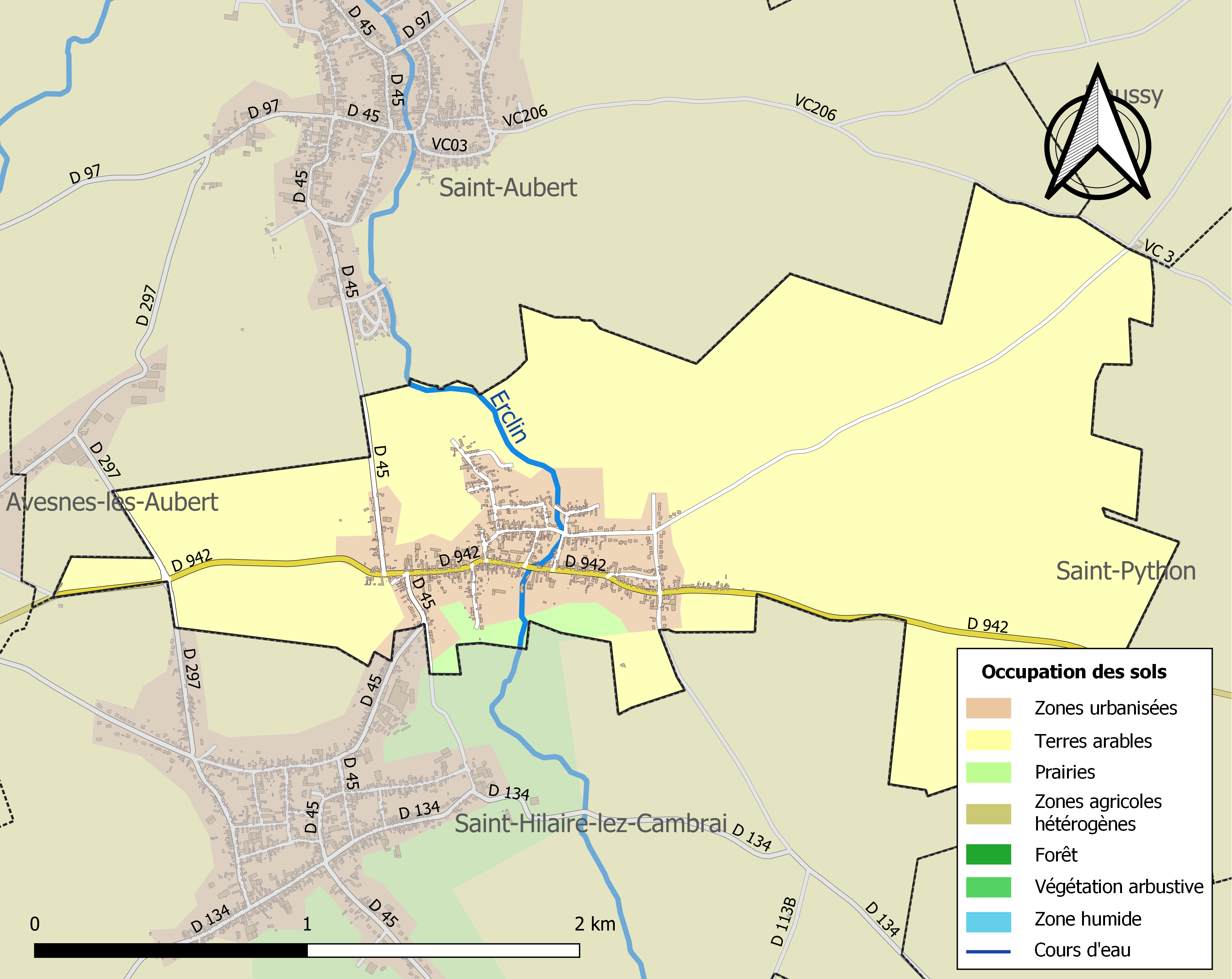
Carte des infrastructures et de l'occupation des sols de la commune en 2018 (CLC).

L'occupation des sols de la commune, telle qu'elle ressort de la base de données européenne d'occupation biophysique des sols Corine Land Cover (CLC), est marquée par l'importance des territoires agricoles (88,1 % en 2018), en diminution par rapport à 1990 (89,3 %). 
La répartition détaillée en 2018 est la suivante : terres arables (86,5 %), zones urbanisées (11,9 %), prairies (1,6 %). 
L'évolution de l'occupation des sols de la commune et de ses infrastructures peut être observée sur les différentes représentations cartographiques du territoire : la carte de Cassini (XVIIIe siècle), la carte d'état-major (1820-1866) et les cartes ou photos aériennes de l'IGN pour la période actuelle (1950 à aujourd'hui).

### Habitat et logement
En 2022, le nombre total de logements dans la commune était de 411, alors qu'il était de 395 en 2016 et de 400 en 2011. 
Parmi ces logements, 82,8 % étaient des résidences principales, 0,5 % des résidences secondaires et 16,7 % des logements vacants. Ces logements étaient  tous des maisons individuelles. 
Le tableau ci-dessous présente la typologie des logements à Saint-Vaast-en-Cambrésis en 2022 en comparaison avec celle du Nord et de la France entière. Une caractéristique marquante du parc de logements est ainsi la faible proportion des résidences secondaires et logements occasionnels (0,5 %) par rapport au département (1,8 %) et à la France entière (9,7 %). 
| Typologie                                               | Saint-Vaast-en-Cambrésis | Nord | France entière |
| ------------------------------------------------------- | ------------------------ | ---- | -------------- |
| Résidences principales (en %)                           | 82,8                     | 91   | 82,3           |
| Résidences secondaires et logements occasionnels (en %) | 0,5                      | 1,8  | 9,7            |
| Logements vacants (en %)                                | 16,7                     | 7,2  | 8              |

### Voies de communication et transports
Le village est traversé par la Départementale 942 (de Cambrai à Le Quesnoy) et la Départementale 45 (de Haspres à Serain)

### Énergie

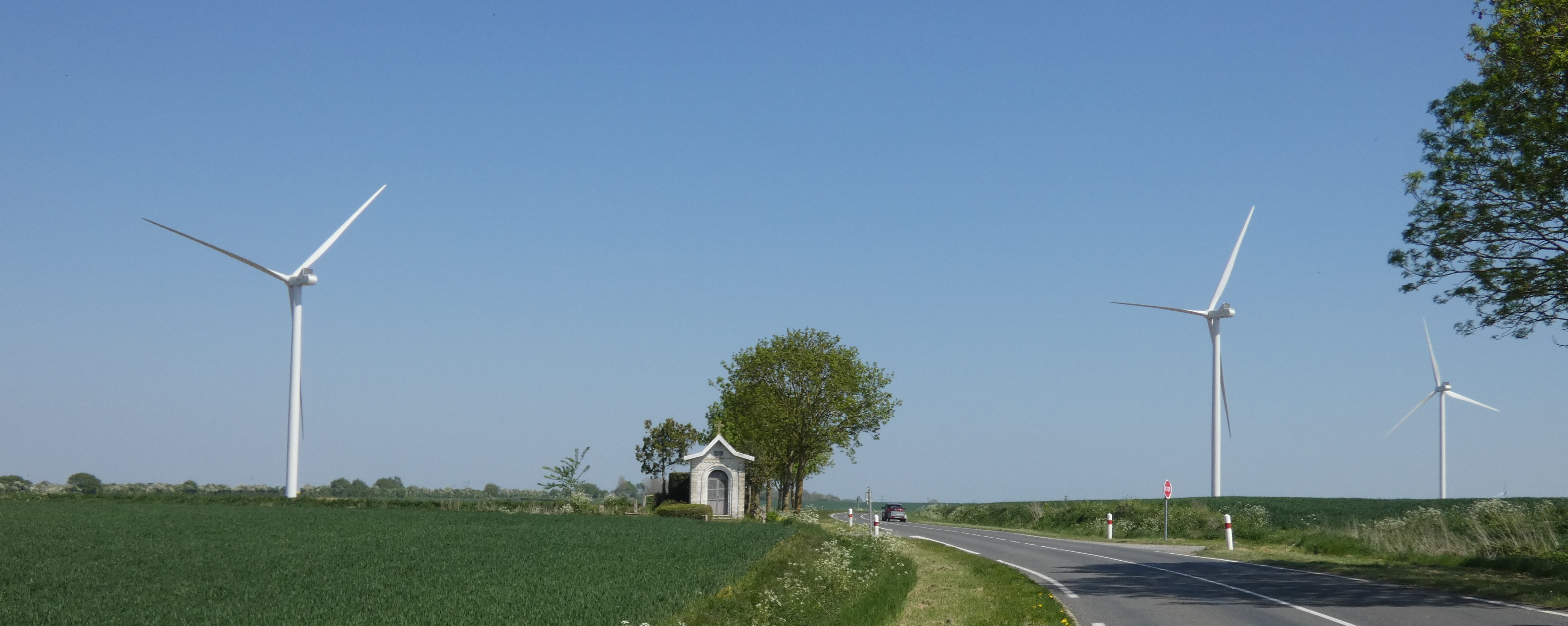
Le parc éolien du Beau Guy.

Les deux éoliennes du parc éolien du Beau Gui sont mises en service en 2022.

## Toponymie
Saint Vaast, qui donne son nom à la commune, est un missionnaire originaire du Périgord qui a quitté sa région pour évangéliser au Ve siècle les peuplades septentrionales. Devenu très influent, Clovis en aurait fait son catéchiste. Envoyé à Arras, Saint Vaast aurait trouvé dans le lieu de culte de la ville, un ours qu'il n'hésite pas à apprivoiser : ceci explique pourquoi les habitants de Saint-Vaast conservèrent le sobriquet d'ours.
Ainsi que les villages voisins de Saint-Aubert et de Saint-Hilaire, on peut estimer que c'est à partir du VIIIe siècle que le territoire prit le nom de l'évangélisateur.
Le village est mentionné sous les noms de Sanctus Vedastus en 1095, Sancto Vedasto en 1096. Il doit son nom à Vaast d'Arras, son saint patron.
En 1793 la commune est renommée Waast les Solesme, puis Saint-Vaast en 1801. Ce n'est que depuis la délibération communale du 17 janvier 1962 que l'on parle de Saint-Vaast-en-Cambrésis pour distinguer le village du canton de Solesmes de celui de Saint-Vaast-la-Vallée du canton de Bavay.

#### Micro-toponymie
Les lieux-dits repérés sur le plan cadastral de 1834 (déposé en mairie) sont nombreux et évocateurs. Citons par exemple l'Ermitage (quartier de l'ancienne maladrerie ?), les Tournières, la Marnière, les Chaudières (indiquant la nature du sol), la Borne trouée, le Donjon (qui rappelle l'existence d'une ancienne tour fortifiée sur le territoire), les Arbres de la Femme et de Saint-Python (qui furent des lieux de pendaison à l'époque médiévale), Lonval ou Hardival (vallée des joncs et vallée des terres grasses)...
Les rues de la commune furent l'objet d'un changement de dénomination par délibération du 6 septembre 1977 en raison de l'absence de réalité se rattachant aujourd'hui aux noms de celles-ci. Les rues médiévales de Beauvois, de Wéau, de Beaurevoir ou des Foucquières ont depuis longtemps disparu. L'actuelle rue Jean Jaurès fut autrefois dénommée rue du Gave avant de devenir au XIXe siècle la Grand rue. Les rues du Marais, de la Pelle, de Jacques Héry (dite ruelle des Bosquets) disparurent en 1977.[réf. nécessaire]

## Histoire

### Préhistoire
Dès le XIXe siècle, Bruyelle dans ses Notes géologiques sur l'arrondissement de Cambrai faisait remarquer que l'origine du lieu-dit le Champ de pierres provenait probablement d'un alignement de mégalithes entre Saint-Vaast et Saint-Aubert. 

### Antiquité
L'ancienneté des chemins traversant la commune est la preuve certaine d'un développement précoce du site. L'abbé Tâtiez, auteur d'une Histoire de Saint-Hilaire, précisait que le chemin des Cauchirois reliant Quiévy à Saint-Vaast par Saint-Hilaire était un chemin gaulois. Ce chemin délaissé était parallèle au chemin des Pèlerins qui reliait Saint-Quentin à Valenciennes.

### Moyen Âge
Le texte écrit le plus ancien se rapportant à Saint-Vaast date de 1095. Il s'agit de la remise de divers biens et de l'autel de Sanctus Vedastus par l'évêque de Cambrai, Gaucher, aux religieux de l'abbaye Saint-Aubert de Cambrai.
Le nom de Sanctus Vedastus in calciata (Saint-Vaast-en-chaussée) réapparaît à l'époque du pontificat d'Innocent II à propos d'autres biens appartenant à l'abbaye Saint-Aubert de Cambrai en 1177.
Des recherches et témoignages permettent enfin de confirmer les dires selon lesquels une maladrerie, ou hôpital Saint-Druon, aurait été édifié sur le territoire de Saint-Vaast, à l'écart de l'agglomération vers 1231, afin d'accueillir les individus du « mal saint Ladre », c'est-à-dire les lépreux. Les dépouillements futurs des archives hospitalières de Cambrai et les photographies aériennes pourraient confirmer ces analyses.
Les premiers seigneurs laïcs de Saint-Vaast sont la famille Louvet qui portait le blason « d'azur à l'aigle bicéphale éployée d'or ».
Les membres de cette illustre famille féodale ayant quitté le village, c'est la famille de Noyers (famille patricienne de Cambrai) qui exerce son autorité sur le territoire. Se succédent Robert de Noyers (cité en 1363, beau-frère du seigneur d'Avesnes-les-Aubert), un autre Robert de Noyers (inhumé en 1425 au sein de la chapelle des Francs Fieffés édifiée par ses soins au sein de l'abbaye Saint-Aubert de Cambrai) puis Jean de Noyers qui, dernier seigneur laïc du village, vend en 1449 ses droits à l'abbaye Saint-Aubert de Cambrai.

#### La seigneurie ecclésiastique de Saint-Aubert et laïque de la Gavène
La juridiction de l'abbaye Saint-Aubert de Cambrai sur une partie du village à partir du XVe siècle est l'aboutissement d'un lent processus.
La paroisse de Saint-Vaast est érigée en 1221, à la suite du démembrement de la cure de Saint-Aubert. Les villageois ayant demandé expressément la séparation, ils sont chargés du logement du curé et du paiement d'une partie de sa portion congrue.
Ce « désir autonomiste » n'empêche pas l'abbaye Saint-Aubert de Cambrai d'accroître à travers les siècles sa mainmise sur le village.
Lorsque « Jean des Gauguers (de Noyers) n'eut plus que trois épis de blé », ayant donné en 1449 à l'abbaye Saint-Aubert deux fiefs amazés relevant du seigneur de Walincourt, l'abbaye prétendit fonder sa juridiction sur tout le village. Cependant, elle fut plusieurs fois contrecarrée dans ses ambitions par d'autres établissements religieux (abbaye du Saint-Sépulcre de Cambrai, chanoines de la collégiale Saint-Géry, abbaye de Vicoigne...) et surtout par la seigneurie du gave, imposée par les ducs de Bourgogne.
Dès 1347, Louis, comte de Flandre, accorda l'amortissement de terres achetées par le chapelain de l'église Saint-Géry de Cambrai sur le territoire de Saint-Vaast.
Ses héritiers, les ducs de Bourgogne, matérialisèrent leur autorité en imposant sur le village le fameux « droit de gavène » (Gavène du Cambrésis qui a fait l'objet d'un ouvrage de Denis du Péage au XVe siècle).
La présence de la seigneurie du Gave à Saint-Vaast impliqua la mise en place d'une structure administrative dévouée au pouvoir ducal (puis plus tard impérial), structure qui ne tarda pas à s'affronter à celle mise en place par l'abbaye Saint-Aubert de Cambrai.
Non seulement les lieutenants et sergents de la gavène étaient chargés de percevoir un droit sur le passage de sept chemins à proximité du village, ils disposaient également de la haute justice (justice criminelle), de la moyenne et de la basse justice (prise de sanctions contre les délits forestiers et causes mineures). Les plaids de cette justice civile se tenaient tous les quinze jours au lieu-dit le Préau, à proximité du cimetière fortifié constituant l'enceinte de l'église.
Saint-Vaast connut le triste sort de nombreux villages du Cambrésis pendant les périodes de domination bourguignonne, impériale puis espagnole : Le 9 avril 1471, le village est ravagé par les Français. En 1480, il est meurtri lorsque Bourguignons et Impériaux expulsent  du Cambrésis les Français.

### Temps modernes
Le village subit en 1521 de nouvelles exactions de part et d'autre des camps opposés , puis, de 1528 à 1538, la famine s'ajoute  à la guerre et les chroniqueurs rapportent que le cannibalisme exista pendant cette triste période. et il connait en 1521 de nouvelles exactions de part et d'autre des camps.
Malgré les efforts du curé Jean de Furnes (1556-1569), interlocuteur de l'abbaye Saint-Aubert et les menaces des habitants qui, en 1562, jettent  dans un puits la plaque de cuivre représentant les armes de la famille impériale qu'avaient apposée sur l'église les lieutenants de la gavène, la seigneurie du Gave persiste jusqu'au rattachement de Saint-Vaast à la France, en 1668 par le traité d'Aix-la-Chapelle qui met fin à la guerre de Dévolution entre la France et l'Espagne.
Si lors de la guerre de Trente Ans seul le moulin de Saint-Vaast sort indemne dans les environs, la population subit une nouvelle fois le passage de troupes dirigées par le comte de Broglie en 1712.
Après le rattachement à la France, l'abbaye Saint-Aubert de Cambrai réinstaure un régime seigneurial rigide et se fait reconfirmer ses droits sur le territoire de Saint-Vaast. Disposant de 300 mencaudées de terres dans ce village, elle confie successivement aux quatre puissants fermiers du lieu la perception de la dîme et du terrage (à 7 %).
En 1722-1723, puis en 1755, elle est confrontée à la vindicte des habitants qui refusent de lui verser des droits si l'abbaye n'accepte pas la charge de l'entretien de l'église et du presbytère demandée par la communauté villageoise.
En 1742-1743, l'abbaye entre en procès contre l'abbaye de Saint-Sépulcre (seigneur de Saint-Hilaire au sujet du droit de plantis sur le chemin de Beaufossé. Elle doit enfin se résoudre en 1747 à la reconstruction de l'église tombant en ruines, église peut-être la plus ancienne et la plus mal construite de toute la province du Cambrésis.
Le moulin de Saint-Vaast érigé en 1637 sur le territoire de Saint-Hilaire est la proie d'un incendie en 1773. À la veille de la Révolution, le moulin est affermé aux Pamart, principaux fermiers de l'abbaye de Saint-Aubert de Cambrai.

### Révolution française et Empire
Quant survient la Révolution, le village de Saint-Vaast, qui compte 675 habitants, est agité par de nombreuses tensions. Roch Millet et Charles Mairesse (le premier maire élu de la commune) sont les délégués chargés de faire connaître au bailliage de Cambrai les souhaits de réforme prônés par la communauté villageoise.
Lors de la réorganisation administrative de la nation en départements, Saint-Vaast est rattaché au district du Quesnoy et au canton de Solesmes. Il est intéressant de remarquer que pendant la déchristianisation révolutionnaire le nom des lieux ne différa pas : on parla de « Saint-Vaast-lez-Solesmes ».
Les conflits internes au village se multiplièrent à diverses occasions : en 1791, le maire demande l'intervention des gardes nationaux et les troupes de ligne, afin de procéder à l'élection d'un nouvel instituteur et, en octobre 1791, lors de la vente des biens nationaux à des particuliers (biens appartenant autrefois à l'abbaye Saint-Aubert de Cambrai), une coalition d'habitants se forme pour faire baisser le prix des biens, ce qui aboutit à un partage égalitaire de la terre (183 chefs de famille tentèrent ainsi d'accaparer la terre qu'ambitionnaient les puissants fermiers du village, malgré les poursuites des tribunaux).
Les dépositaires du culte causèrent également quelques inquiétudes aux révolutionnaires du district du Quesnoy : le vieux curé Canonne refusa de prêter le serment, le curé Gardez entrave la perception des biens, le curé constitutionnel Forest est soupçonné d'avoir été à l'ennemi et de 1793 à 1794, dom Benoît Lempereur, prieur de Maroilles, continue dans la commune un culte clandestin sous la Terreur.
Lors de la seconde déchristianisation, le dépositaire du culte encourage les habitants à sauver la cloche de l'église et l'intervention  l'intervention brutale de vingt brigades et d'une gendarmerie est nécessaire pour que les hommes des commissaires du district puisse abattre la croix surplombant l'église...
Malgré cette résistance, un dénommé Joseph Telliez de Cambrai se proclama acquéreur de l'église en 1799 et y effectua de nombreuses destructions.

### Époque contemporaine
De 1815 à 1818, le Cambrésis est occupé par les Russes du comte Vorontsov. L'état-civil de Saint-Vaast révèle l'existence d'une caserne de cosaques russes située Petite Rue en 1817 ainsi que la présence dans le village d'une douane royale.
L'activité principale de Saint-Vaast au XIXe siècle est le textile. Déjà avant la Révolution, le village honorait par son industrie la fabrication de toilettes qu'elle avait porté à son dernier degré de perfection. En 1801, entre 200 et 300 métiers étaient en activité dans le village et rythment la vie quotidienne. D'après la liste des conscrits (hommes de 20 à 35 ans) de la commune établie en 1836, 122 des 151 villageois retenus étaient mulquiniers, soit environ 81 %. La renommée des tisseurs du canton de Solesmes était très bonne et ils avaient souvent un double emploi puisqu'ils étaient également bettrafieux.
L'épidémie de choléra venue d'Asie frappe la France dès 1830 et touche fortement le village (85 morts en 1832). La seconde épidémie de 1849 est encore plus meurtrière, puisque 128 décès sont recensés et des familles entières sont décimées.
Le chemin de Saint-Vaast à Haussy est tracé le 14 septembre 1829 et, en 1835, la commune affecte une somme de 22 000 francs pour la construction de la chaussée pavée de Solesmes à Cambrai. En 1841, deux parcelles de terre du Bureau de bienfaisance sont aliénées pour permettre la construction de cette voie de grande communication.
L'orage d'une rare violence de la nuit du 3 au 4 mai 1838 provoque l'inondation de 68 maisons, l'écroulement de certaines d'entre elles, mais aussi la destruction d'une partie du pont sur l'Erclin.
En 1848, Maret, maire encore attaché à la royauté, est déchu « à l'unanimité du peuple », mais refuse de remettre le sceau de la mairie à la Garde nationale. Malgré les problèmes survenus lors de l'élection municipale (renouvelée par deux fois), Dominique Dubois est élu maire.
En 1848-1851, « il y a à Saint-Vaast le parti royaliste ou blanc, le parti républicain modéré ou rouge ». Les membres du conseil municipal et du Bureau de bienfaisance refusent de se réunir et Dominique Dubois doit démissionner. Il est remplacé par Auguste Lengrand, fabricant de batiste.
En 1849, on assiste à la construction du chemin vicinal no 45 de Denain à Saint-Vaast. En 1870, le conseil municipal conteste le tracé d'un projet de ligne de chemin de fer de Cambrai à la frontière belge.
En 1850, il y avait 19 cabarets (40 en 1888), 8 fabricants de batiste (19 en 1857, 4 en 1864, 10 en 1876 et 2 en 1912), 8 fabricants de tissus (15 en 1857, 8 en 1864, 5 en 1876), 2 facteurs de fabrique, 4 charrons, 2 maréchaux-ferrants, 2 meuniers (3 en 1868), 2 épiciers (9 en 1866), 1 arpenteur, 1 marchand de chevaux, 1 débitant de tabac, 1 marchand de fil de lin et 1 tonnelier. Notons également qu'il y avait 6 boulangers en 1892, 4 bouchers en 1907, 4 rempailleurs de chaises en 1886, 4 cordonniers en 1907, 5 menuisiers en 1890...

De 1850 à 1924, il y eut un puis deux aubergistes et le commerce de vins et de spiritueux fut exercé par la famille Hautcœur de 1830 environ à 1978.
Le 3 septembre 1872, le pasteur protestant de Quiévy loue une maison pour trois ans dans la commune pour assurer le culte protestant; mais, le 20 octobre 1873, le conseil municipal se réunit en séance extraordinaire pour réclamer la haute intervention du sous-préfet de Cambrai pour la fermeture de cet établissement illégal, « attendu qu'il est inutile, dangereux car il entraîne des conflits regrettables et onéreux car Saint-Vaast n'est pas assez riche pour se payer le luxe de deux religions ».
En 1872, un certain Taquet-Moret exploite une tannerie et, en 1880, M. Colmant exploite une fabrique de sucre. 
En 1875, un pont est construit sur le ravin de l'Erclin à la traversée de la rue de la Cavée. D'autres ponts sont construits sur l'ancien chemin du Gave (élargi en 1898) et au Marais (actuelle place Henri-Barbusse). À la suite de la loi du 15 juin 1872, est créée une ligne de chemin de fer allant de Cambrai à Dour en Belgique qui nécessite plusieurs expropriations. De tels événements se reproduisent lors de la mise en place d'une ligne à voie étroite de Denain au Catelet en 1889.

Enfin, le 3 août 1876, le conseil demanda l'autorisation d'abattre l'arbre de la Femme entièrement creux qui se trouvait à l'intersection de quatre chemins. C'est alors la disparition d'un véritable symbole, mais le haut-lieu apparaît pourtant toujours sur les cartes d'état-major en raison de son intérêt stratégique.
Un pharmacien et qu'une sage-femme étaient installés à Saint-Vaast dans la seconde moitié du XIXe siècle ainsi qu'un marchand de chandelles, un poêlier en fonte et un couvreur en paille et l'activité agricole était exercée par 12 cultivateurs en 1886 et en 1913 (21 en 1939 et 5 aujourd'hui).
On notait quatre brasseries en activité en 1893 exploitées par les MM. Carette, Colery, Farez et Richez. En 1893, M. Manet exploitait une fabrique d'huile et M. Dherbomez possédait une fabrique de cossettes (fondée en 1859 par Eugène Cattiaux) ainsi qu'une fabrique de chicorée (démolie en 1880).

#### Belle Époque
À l'origine, la plupart des tisserands étaient tisseurs à la main, mais la misère était devenue si grande que beaucoup d'ouvriers devaient entreprendre le binage et l'arrachage des betteraves en Belgique ou encore pratiquaient la « fraude du tabac ».
Avec le développement commercial et industriel, notamment grâce à l'ouverture de la ligne de chemin de fer du Cambrésis, les tisserands abandonnent le tissage de la laine pour le tissage du fil. Le tissage à la sonnette remplace le tissage à la main, mais bientôt « l'ouvrier-tisseur qui végétait et ne gagnait qu'un salaire de famine déserta son métier pour se faire ouvrier d'usine aux forges de Denain. »
C'est vers cette époque que se met en place la Chambre syndicale des tisseurs. En février 1889, une pétition est adressée par la Chambre syndicale des ouvriers-tisseurs de Saint-Vaast « pour attenter la situation douloureuse et intolérable dans laquelle la crise économique que traverse le monde plonge la population ouvrière en général et notre corporation en particulier. »
En 1891, l'estaminet Noyelle-Hautecœur situé rue de la Pelle devient le siège de cette Chambre syndicale et, fin août 1906, des grèves sont organisées pendant trois semaines à cause de la concurrence créée par le tissage mécanique.
En mai 1906, à la suite de la loi de séparation des Églises et de l'État et à la procédure des inventaires, le curé Ansiaux s'enferme avec plusieurs de ses fidèles dans l'église et distribue des fascicules de cantiques pendant que la population « mécréante » chante l'Anticléricale sur le parvis. Cependant, après plusieurs sommations d'usage, la porte de l'église est défoncée et les commissaires aux inventaires pénètrent dans le lieu de culte.

#### Première Guerre mondiale
Le village est  occupé par les troupes allemandes fin août 1914 après la défaite des alliés lors de la Bataille du Cateau. Le village  est  repris par les troupes britanniques en octobre 1918 après de violents combats.

## Politique et administration

### Rattachements administratifs et électoraux

#### Rattachements administratifs
La commune se trouve  dans l'arrondissement de Cambrai du département du Nord.
Elle faisait partie depuis 1793 du canton de Solesmes. Dans le cadre du redécoupage cantonal de 2014 en France, cette circonscription administrative territoriale a disparu, et le canton n'est plus qu'une circonscription électorale.

#### Rattachements électoraux
Pour les élections départementales, la commune fait partie depuis 2014 du canton de Caudry.
Pour l'élection des députés, elle fait partie de la douzième circonscription du Nord.

### Intercommunalité
Saint-Vaast-en-Cambrésis est membre de la communauté d'agglomération du Caudrésis - Catésis, un établissement public de coopération intercommunale (EPCI) à fiscalité propre et auquel la commune a transféré un certain nombre de ses compétences, dans les conditions déterminées par le code général des collectivités territoriales.

### Liste des maires
| Période                                  | Période                       | Identité              | Étiquette | Qualité                                                                                           |
| ---------------------------------------- | ----------------------------- | --------------------- | --------- | ------------------------------------------------------------------------------------------------- |
| Les données manquantes sont à compléter. |                               |                       |           |                                                                                                   |
|                                          |                               |                       |           |                                                                                                   |
| 1803 ou avant                            |                               | Roch Cattiaux         |           |                                                                                                   |
| 1807 ou avant                            |                               | M. Pamart             |           |                                                                                                   |
| mai 1866                                 | mai 1874                      | M. Carlliaux          |           |                                                                                                   |
| mai 1874                                 | mai 1888                      | M. Langrand-Bourgeois |           |                                                                                                   |
| mai 1888                                 | mai 1896                      | M. Claude Noblecourt  |           |                                                                                                   |
| mai 1896                                 | mai 1900                      | M. Rufin              |           |                                                                                                   |
| mai 1900                                 | mai 1904                      | M. Mairesse           |           |                                                                                                   |
| mai 1904                                 | mai 1912                      | Henri Langrand        |           |                                                                                                   |
| mai 1912                                 | décembre 1919                 | Arthur Millet         |           |                                                                                                   |
| décembre 1919                            | mai 1925                      | Henri Baudry          |           |                                                                                                   |
| mai 1925                                 | mai 1929                      | Théodore Glacet       |           |                                                                                                   |
| mai 1929                                 | 1947 ou après                 | Fernand Busin         |           |                                                                                                   |
|                                          |                               |                       |           |                                                                                                   |
| mars 1977                                | mars 2008                     | Michel Leroy          |           |                                                                                                   |
| mars 2008                                | 2014                          | Colette Duez          |           |                                                                                                   |
| 2014                                     | En cours (au 31 octobre 2024) | Stéphane Jumeaux      |           | Cheminot Vice-président de la CA du Caudrésis - Catésis (2020 → ) Réélu pour le mandat 2020-2026, |

## Équipements et services publics

### Enseignement
Les archives consultées mentionnent l'existence d'une maison d'école située rue du Marais en 1834.

En 1847, la commune achète la maison des familles Barbet et Boucher située devant l'église pour y établir la maison d'école de garçons et de filles.
Dès 1851, peu de temps après la loi Falloux, les annuaires du Cambrésis mentionnent la présence du couvent des Sœurs de la Sainte-Union à Saint-Vaast « dans un bâtiment aux murs blanchis à la chaux au sommet d'une butte derrière l'église ». En 1860 et en 1882, un traité est signé entre la municipalité et la Congrégation de la Sainte-Union des Sacrés-Cœurs de Douai. L'école libre va alors assurer l'éducation des filles jusqu'à la construction de l'école publique de filles. L'entrée y était gratuite moyennant un traitement de 600 francs par an à chacune des trois religieuses chargées de l'enseignement dans cette école. Il y avait deux classes ordinaires avec une classe enfantine mixte. L'enseignement y était rigoureux.
En 1882, la commune vote la reconstruction de son école de garçons qui est dans un état d'insalubrité.
En 1886, la commune acquiert une maison située Grand rue, appartenant à Catherine Blas, veuve de Pierre Signal pour la somme de 8 000 francs. S'y établissent l'école de garçons qui sont 185 à cette date, le logement de l'instituteur, mais également en 1892 la maison commune (la mairie). 
En 1903, les sœurs quittent Saint-Vaast à cause des lois anticongrégationnistes et l'école est vendue aux enchères pour 3 000 francs à un certain Guidez.
En 1912, les filles sont accueillies dans leur nouvelle école. En 1957, une école enfantine comprenant deux classes vient s'ajouter aux deux écoles publiques de filles et de garçons et en 1968 une école primaire, mixte cette fois, est construite.

## Population et société

### Démographie

#### Évolution démographique
L'évolution du nombre d'habitants est connue à travers les recensements de la population effectués dans la commune depuis 1793. Pour les communes de moins de 10 000 habitants, une enquête de recensement portant sur toute la population est réalisée tous les cinq ans, les populations de référence des années intermédiaires étant quant à elles estimées par interpolation ou extrapolation. Pour la commune, le premier recensement exhaustif entrant dans le cadre du nouveau dispositif a été réalisé en 2004.

En 2022, la commune comptait 855 habitants, en évolution de −5,63 % par rapport à 2016 (Nord : +0,51 %, France hors Mayotte : +2,11 %).
| 1793 | 1800 | 1806  | 1821  | 1831  | 1836  | 1841  | 1846  | 1851  |
| ---- | ---- | ----- | ----- | ----- | ----- | ----- | ----- | ----- |
| 730  | 777  | 1 087 | 1 198 | 1 438 | 1 473 | 1 653 | 1 734 | 1 705 |

| 1856  | 1861  | 1866  | 1872  | 1876  | 1881  | 1886  | 1891  | 1896  |
| ----- | ----- | ----- | ----- | ----- | ----- | ----- | ----- | ----- |
| 1 710 | 1 803 | 1 813 | 1 932 | 1 983 | 1 856 | 1 895 | 1 837 | 1 809 |

| 1901  | 1906  | 1911  | 1921  | 1926  | 1931  | 1936  | 1946  | 1954  |
| ----- | ----- | ----- | ----- | ----- | ----- | ----- | ----- | ----- |
| 1 805 | 1 805 | 1 735 | 1 453 | 1 508 | 1 358 | 1 287 | 1 177 | 1 183 |

| 1962  | 1968  | 1975  | 1982 | 1990 | 1999 | 2004 | 2006 | 2009 |
| ----- | ----- | ----- | ---- | ---- | ---- | ---- | ---- | ---- |
| 1 180 | 1 125 | 1 050 | 915  | 902  | 863  | 871  | 848  | 877  |

| 2014 | 2019 | 2022 | - | - | - | - | - | - |
| ---- | ---- | ---- | - | - | - | - | - | - |
| 892  | 853  | 855  | - | - | - | - | - | - |

#### Pyramide des âges
La population de la commune est relativement jeune.
En 2018, le taux de personnes d'un âge inférieur à 30 ans s'élève à 37,3 %, soit en dessous de la moyenne départementale (39,5 %). À l'inverse, le taux de personnes d'âge supérieur à 60 ans est de 24,6 % la même année, alors qu'il est de 22,5 % au niveau départemental.
En 2018, la commune comptait 417 hommes pour 454 femmes, soit un taux de 52,12 % de femmes, légèrement supérieur au taux départemental (51,77 %).
Les pyramides des âges de la commune et du département s'établissent comme suit.
| Hommes | Classe d’âge | Femmes |
| ------ | ------------ | ------ |
| 0,2    | 90 ou +      | 0,4    |
| 5,9    | 75-89 ans    | 8,1    |
| 18,6   | 60-74 ans    | 16,0   |
| 19,9   | 45-59 ans    | 17,5   |
| 20,1   | 30-44 ans    | 18,9   |
| 14,5   | 15-29 ans    | 15,5   |
| 20,8   | 0-14 ans     | 23,6   |

| Hommes | Classe d’âge | Femmes |
| ------ | ------------ | ------ |
| 0,5    | 90 ou +      | 1,4    |
| 5,3    | 75-89 ans    | 8,1    |
| 14,8   | 60-74 ans    | 16,2   |
| 19,1   | 45-59 ans    | 18,4   |
| 19,5   | 30-44 ans    | 18,7   |
| 20,7   | 15-29 ans    | 19,1   |
| 20,2   | 0-14 ans     | 18     |

### Cultes

#### Les cimetières

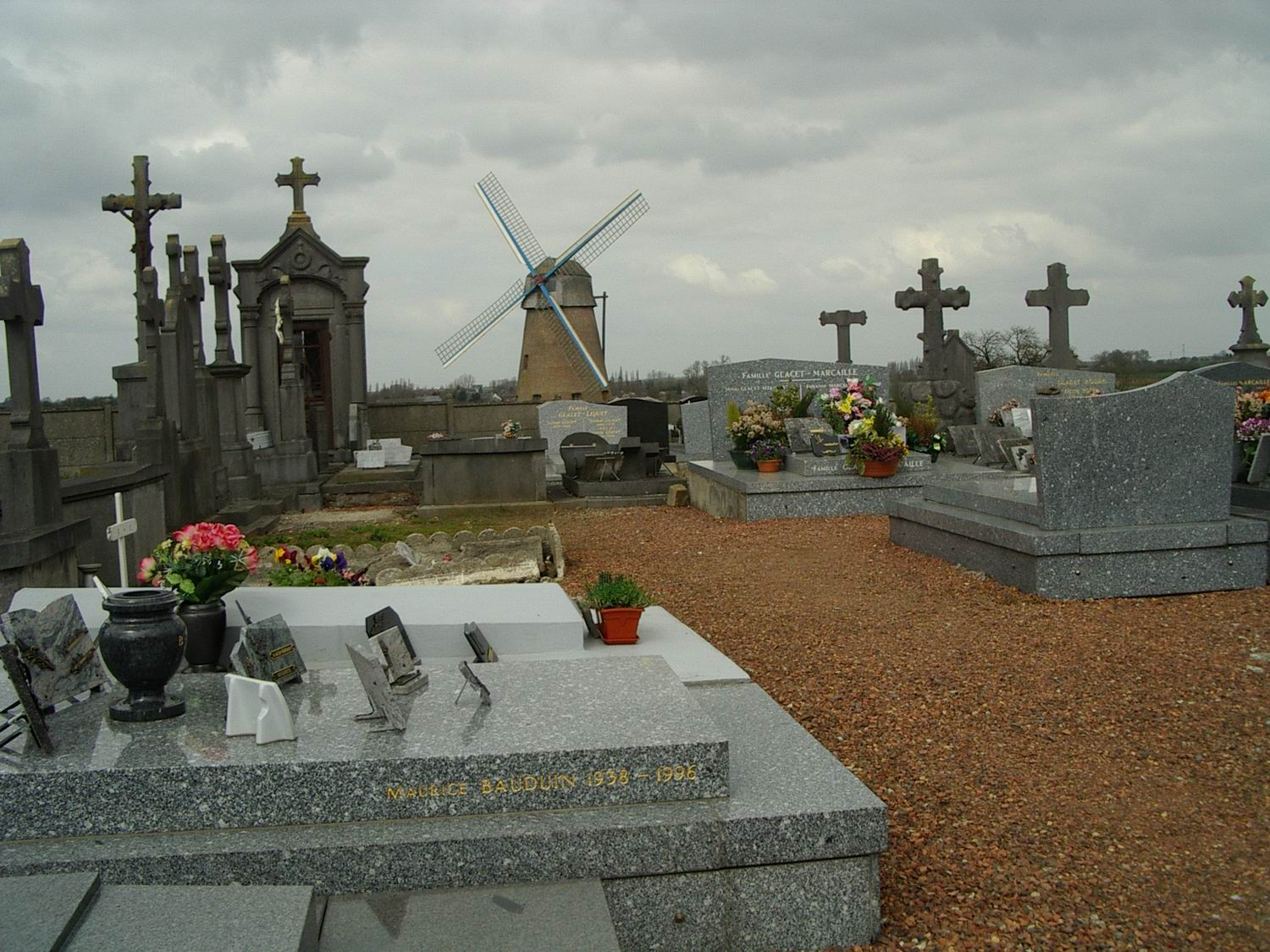
Le cimetière

L'ancien cimetière de Saint-Vaast se trouvait autour de l'église. Clos de murailles garnies de tours élevées, il servait de forteresse aux habitants qui s'y réfugiaient avec leurs familles en cas de danger. Il est possible d'admirer dans un de ses murs extérieurs trois pierres sculptées dont deux représentaient la Flagellation et Jésus au tombeau.
En 1835, à la suite de l'épidémie de choléra de 1832 qui engendra de nombreux décès dans la commune, la construction d'un nouveau cimetière fut envisagée mais la population refusa. Pour remédier au manque de place, le cimetière fut agrandi d'l are 50 centiares à l'ouest après démolition d'une partie du mur d'enceinte.
La seconde épidémie de choléra de 1849 fut tout aussi meurtrière que la première et la commune se décida alors à acheter un terrain de 17 ares situé à l'Ouest de l'agglomération au lieu-dit Fonds Barals afin d'y installer un nouveau cimetière. En 1893, une partie des murs de l'ancien cimetière est démolie.

## Culture locale et patrimoine

### Lieux et monuments
- L'église actuelle de Saint-Vaast est construite en 1747 au même endroit que la précédente. Cette nouvelle église est endommagée pendant la Révolution[34].

Des travaux de charpentage y sont effectués en 1809, la cloche cassée est refondue en 1816 par François Pamar, maire et fondeur, la charpente des combles est reconstruite en entier en 1819 et de nouveaux vitraux sont installés. En 1904, le clocher est réparé et en 1922, l'église est restaurée à la suite des dégradations causées lors de la Première Guerre mondiale. En 1923, la cloche est refondue.
Le presbytère de la paroisse est construit en 1899 à proximité de l'ancien qui datait de 1826.

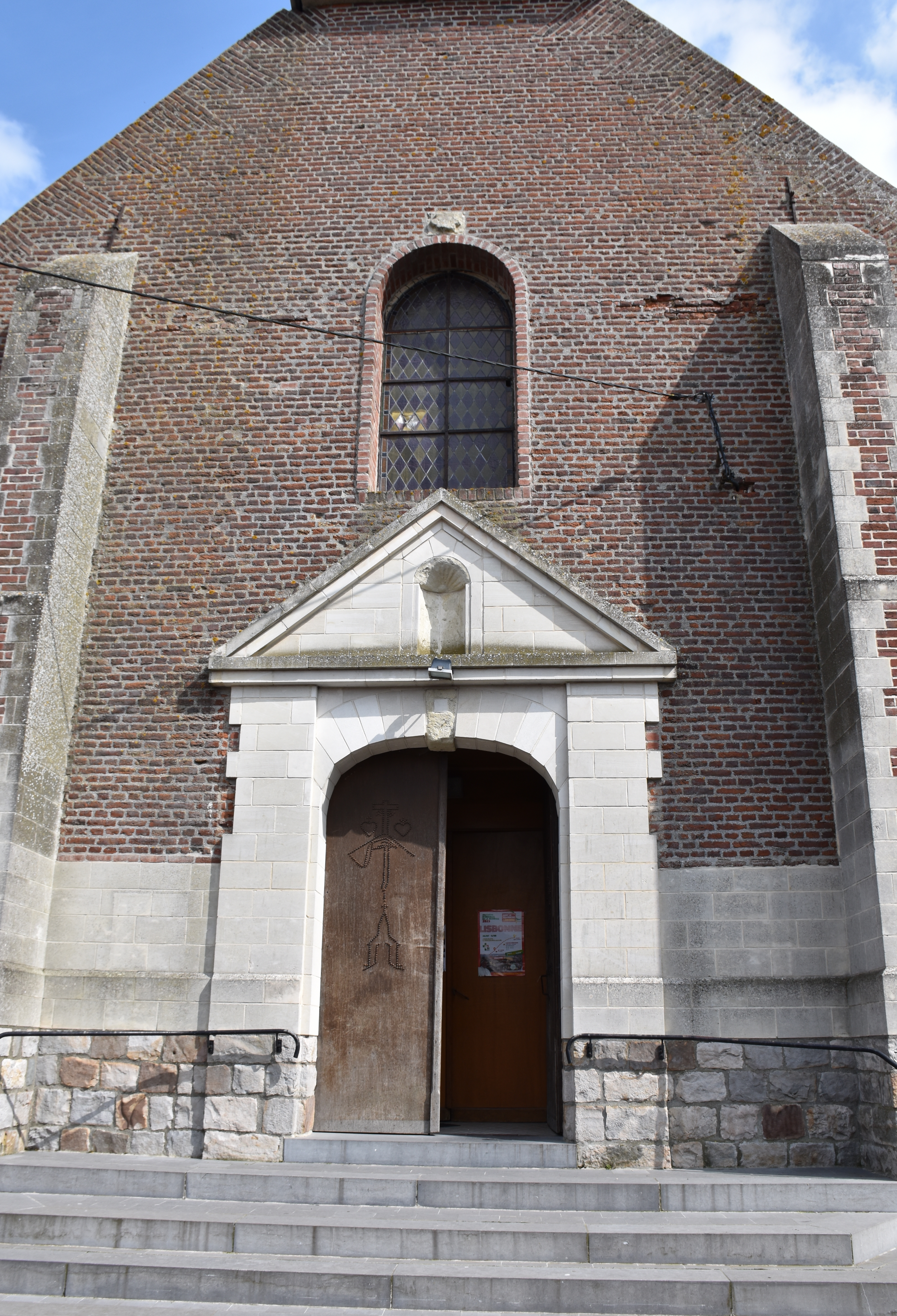
La façade de l'église.
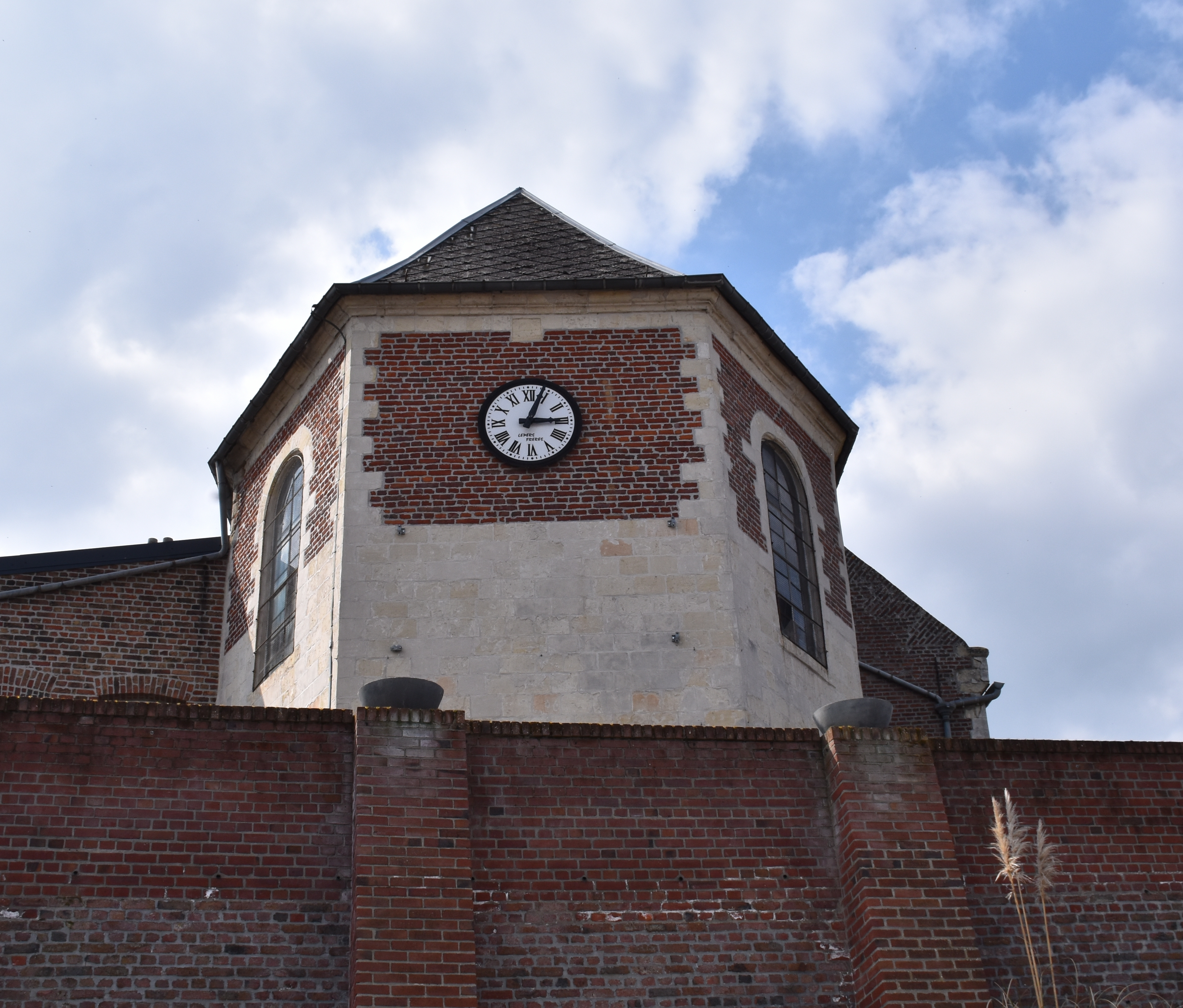
Vue extérieure du chevet avec l'horloge.
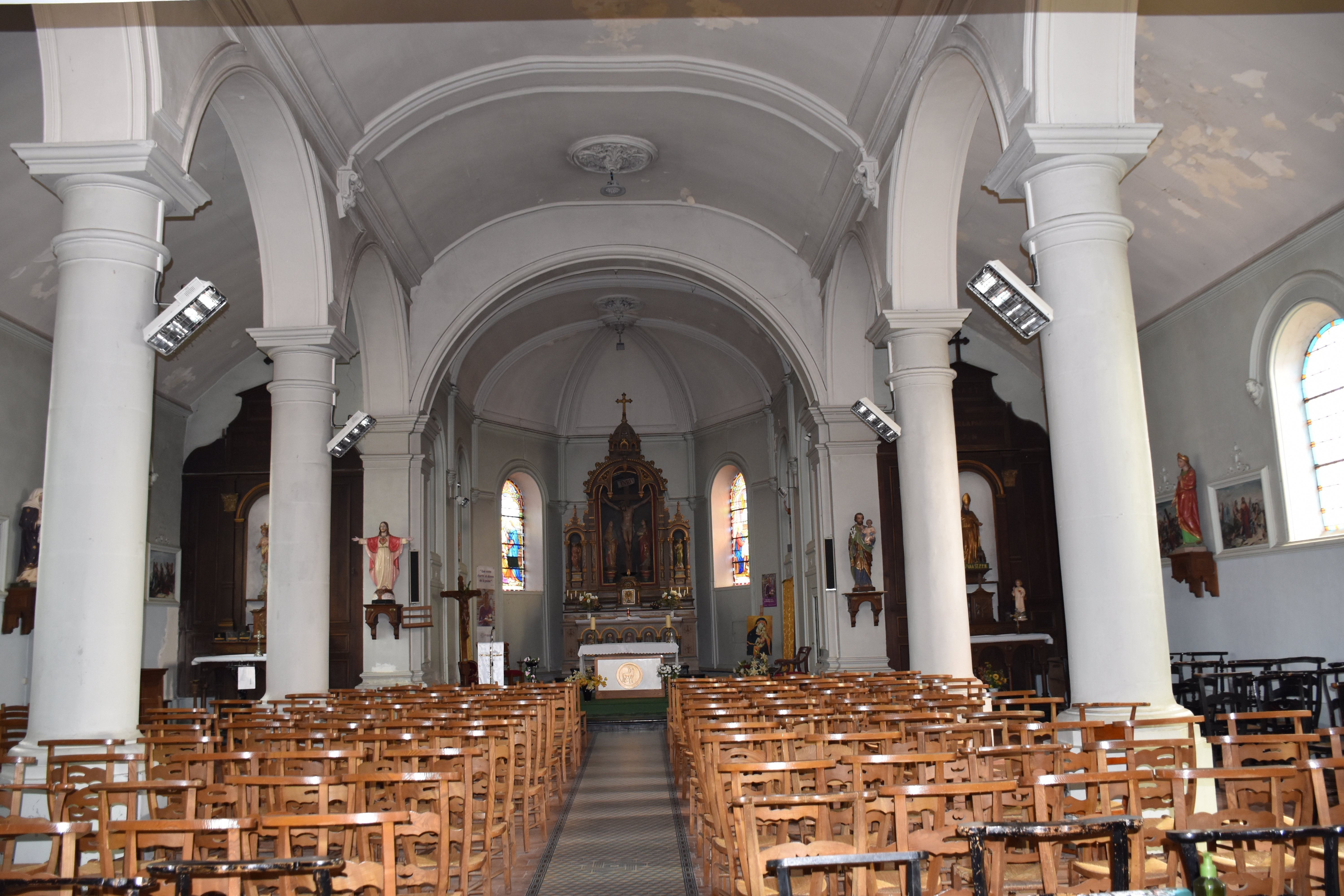
La nef.
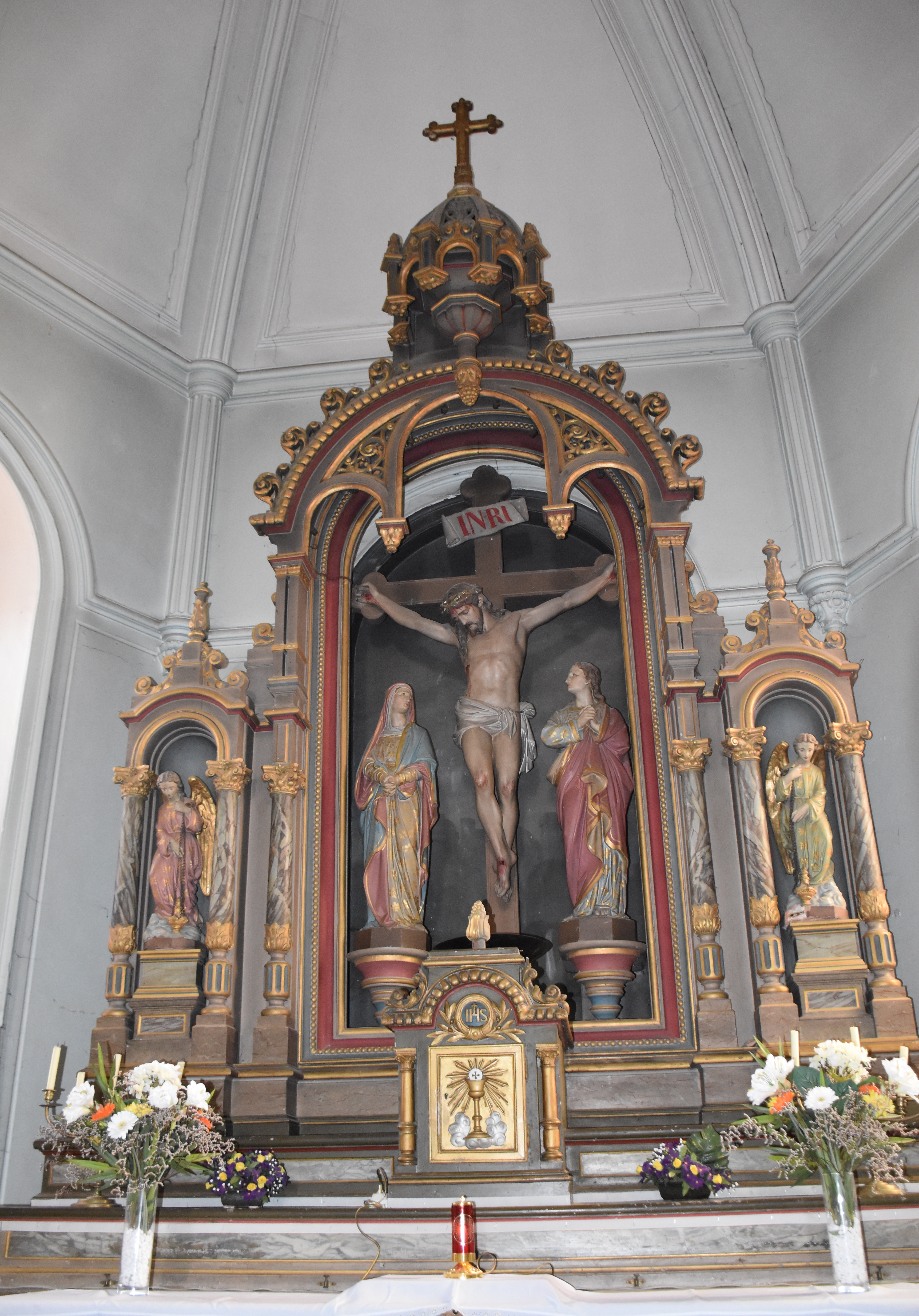
Le retable du chevet.
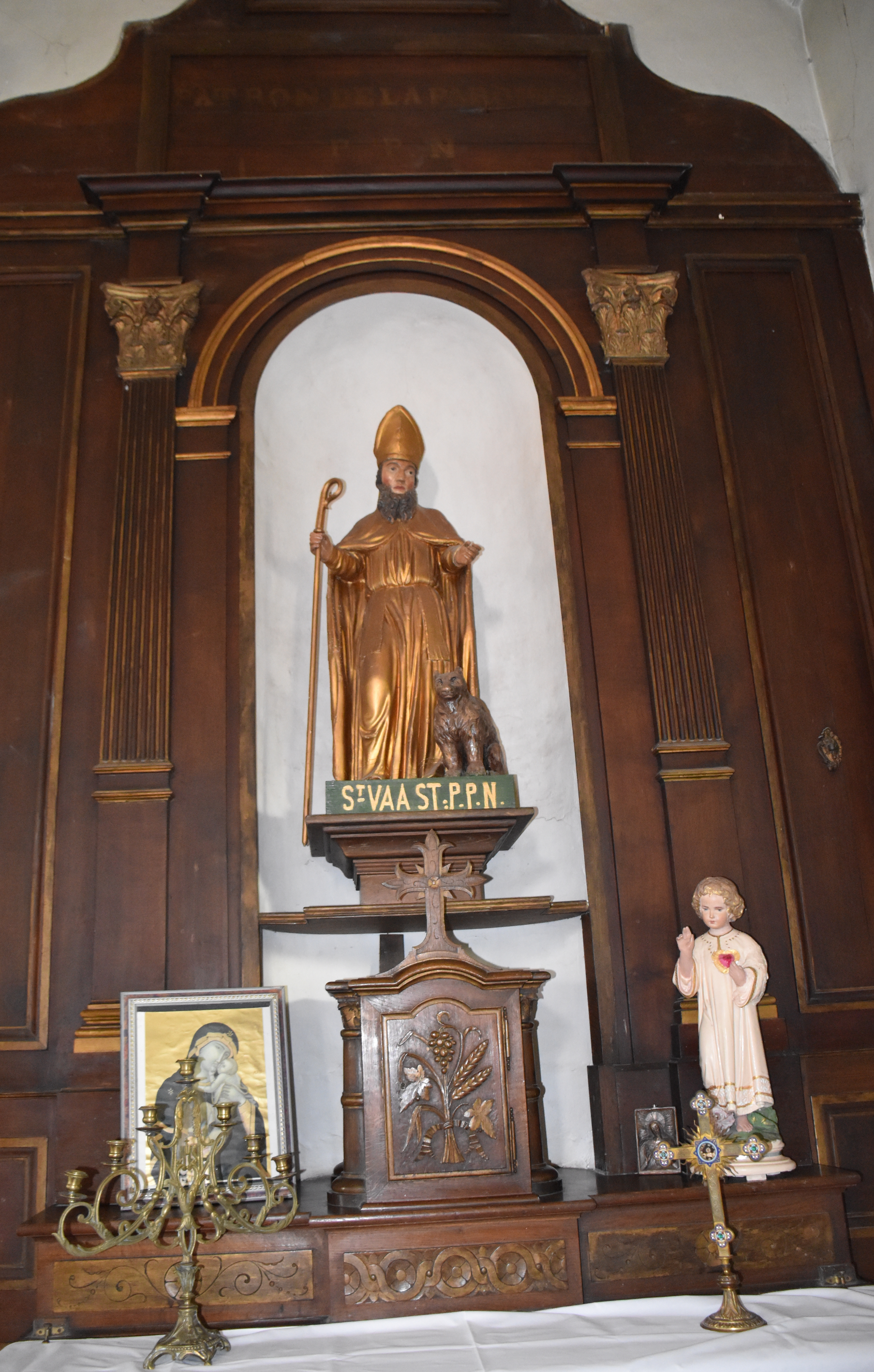
Statue de Saint-Vaast.

- Chapelles et calvaires 
  - Le calvaire situé près du cimetière est construit en 1832, sans doute pour protéger le village de l'épidémie de choléra. Il est déplacé de quelques mètres à la fin du XIXe siècle.
  - Le calvaire situé à l'intersection des chemins Catelot et d'Haussy est sans doute édifié à la fin du XIXe siècle. La chapelle Notre-Dame-du-Bon-Secours date de 1822 et la chapelle plus communément appelée « la Grotte », en référence à celle de Lourdes, est construite vers 1955.

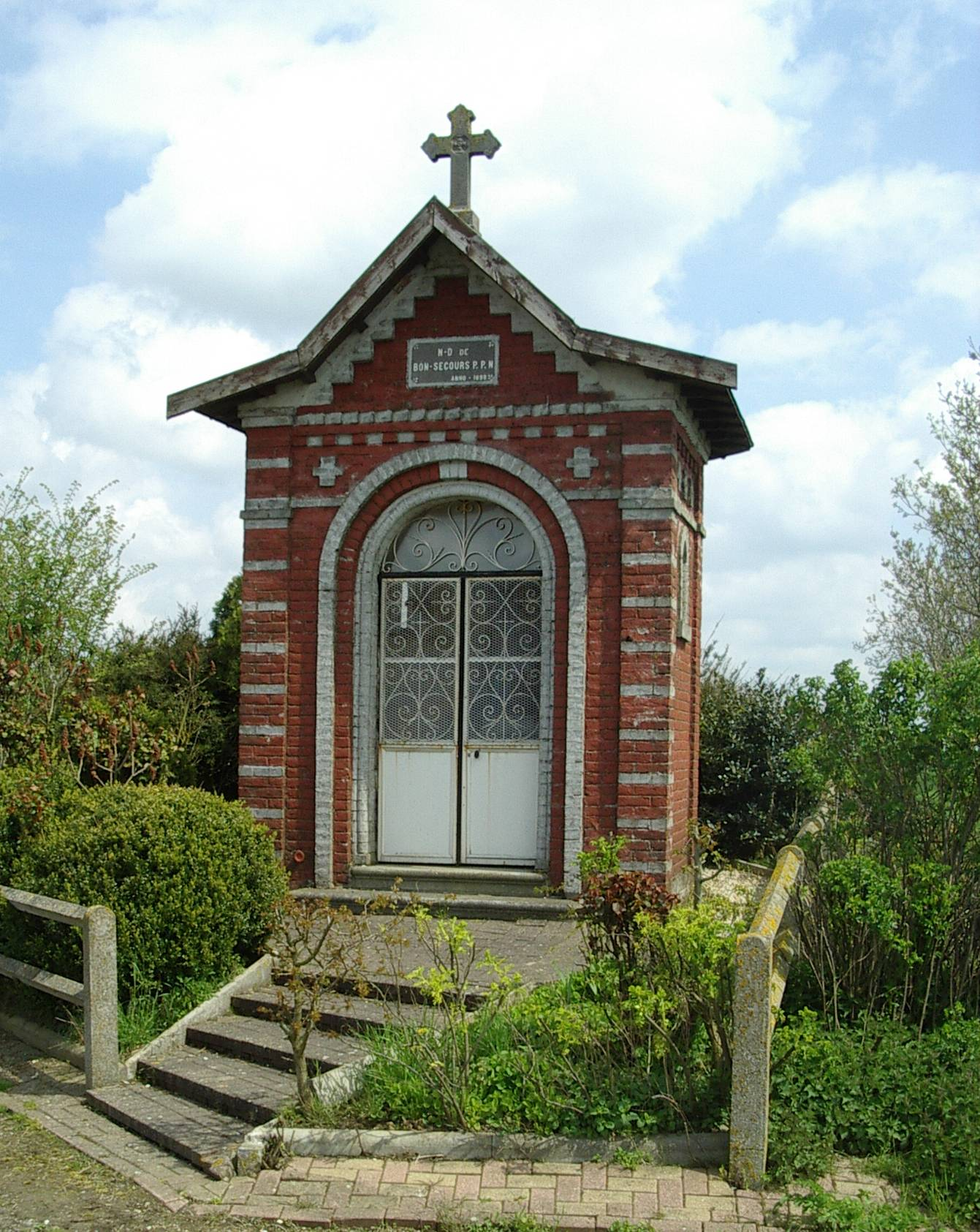
La chapelle Notre-Dame-du-Bon-Secours
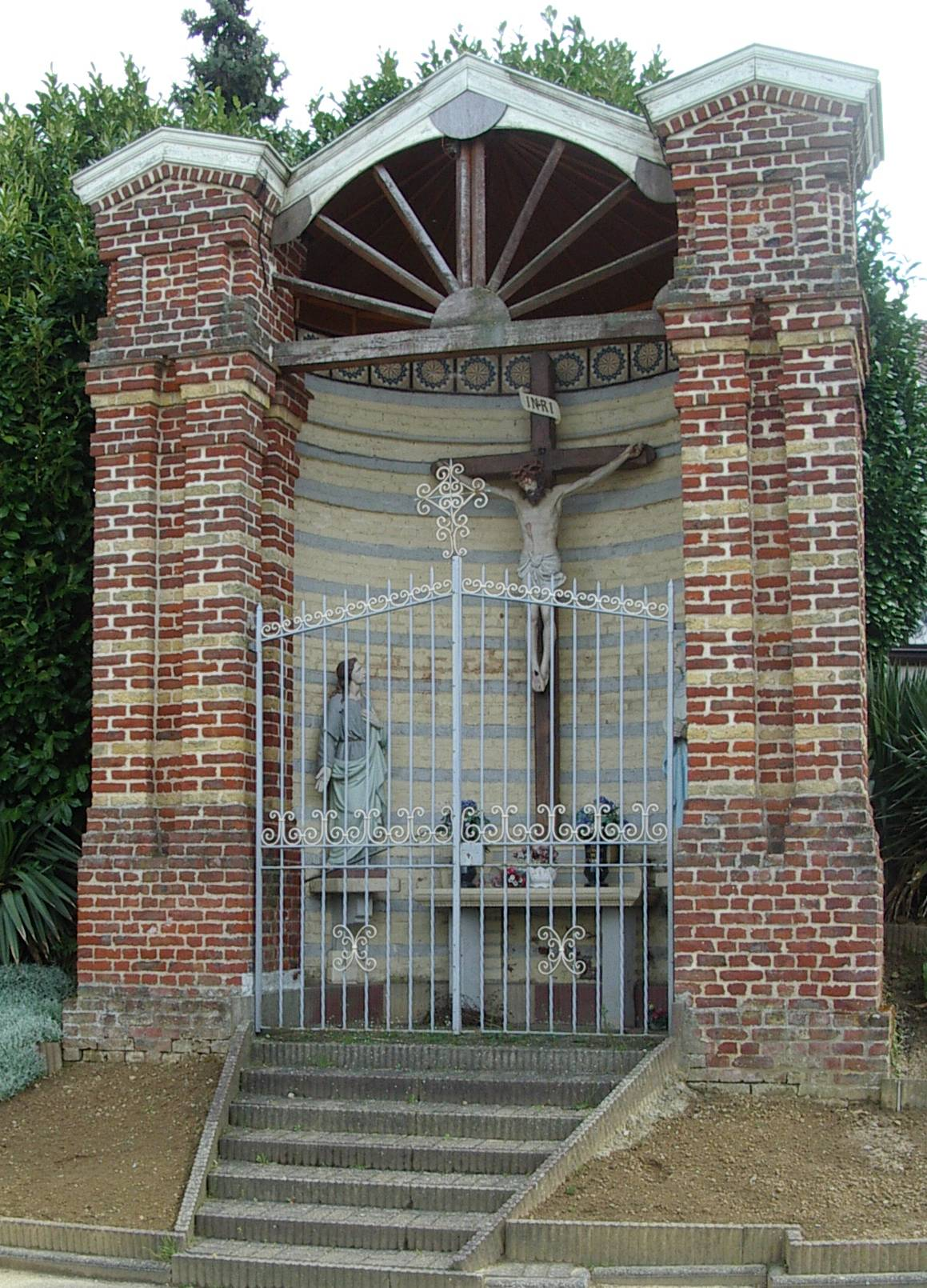
Le calvaire
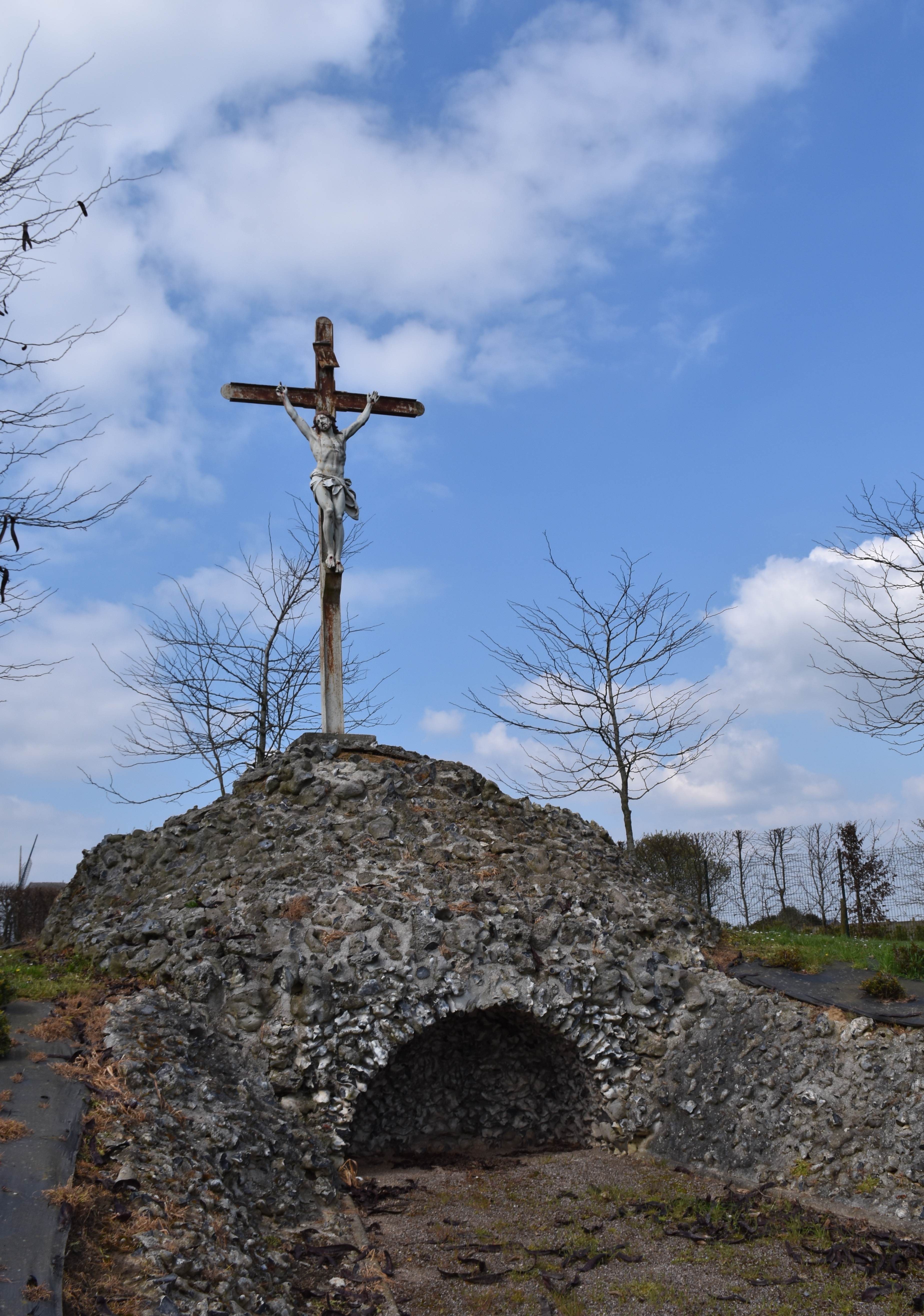
La Grotte.

- Moulins :

Un moulin à vent se trouvait sur le chemin de Cambrai. Ses propriétaires furent : Jean-Baptiste Gilles Deudon d'Avesnes-les-Aubert (de 1830 à 1836), Paul Malaquin d'Avesnes-les-Aubert (de 1836 à 1841), Auguste Buchart-Poure d'Avesnes-les-Aubert (de 1841 à 1850), Nicolas Flament-Bertoux de Saint-Aubert (de 1850 à 1854) et Jean-Baptiste Lefebvre qui dut le démolir entre 1858 et 1861, celui-ci étant trop près de la route.

Un autre moulin à vent tout en bois et bien peu de fer se tenait sur le chemin de Beaufossé. Ses propriétaires furent: Théodore Pamart, Catherine Pamart (de 1848 à 1856), Pierre Watremetz (de 1856 à 1874), Jean-Baptiste Telliez-Defossez de Saulzoir (de 1874 à 1882), Cyrille Lorriaux (de 1882 à 1901). Il brûla en novembre 1901.

Un troisième moulin à vent se trouvait également sur le chemin de Cambrai. Un de ses propriétaires fut François-Joseph Crespin (de 1866 à 1882).
Le dernier moulin à vent et à huile se trouve sur la route de Denain. Construit en 1857, son activité a cessé en 1914 et monsieur Fénelon Bisiaux le donna en 1989 à l'ARAM qui l'a restauré et cédé en 2020 à la commune qui en poursuit la restauration,,.
- St-Vaast-en-Cambrésis Communal Cemetery Extension, un carré militaire britannique dessiné par l’architecte britannique William Harrison Cowlishaw et situé en prolongement du cimetière communal sur la RD 942. Il contient les tombres de 45 soldats du Commonwealth tués pour la plupart lors des combats d’octobre 1918 lors de l'Offensive des Cent-Jours, Le village de Saint-Vaast fut occupé par les troupes allemandes fin août 1914 après la défaite des alliés lors de la Bataille du Cateau. Le cimetière a été créé en octobre et novembre 1918 pour inhumer les victimes britanniques de ces combats[22],[38],[39].

- Le monument aux morts.

- Ancienne brasserie-malterie Richez, 21 rue Jean Jaurès, construite en 1893 et utilisée jusqu'à la Première Guerre mondiale. Désaffectrée, elle est devenue une ferme[40].

- Ancienne brasserie Michaux Collery, puis Collery Colmant, 106 rue Jean Jaurès, qui fonctionnait en 1888, produisait de la bière de fermentation haute et a cessé son activité vers 1916. Elle est désaffectée[41].

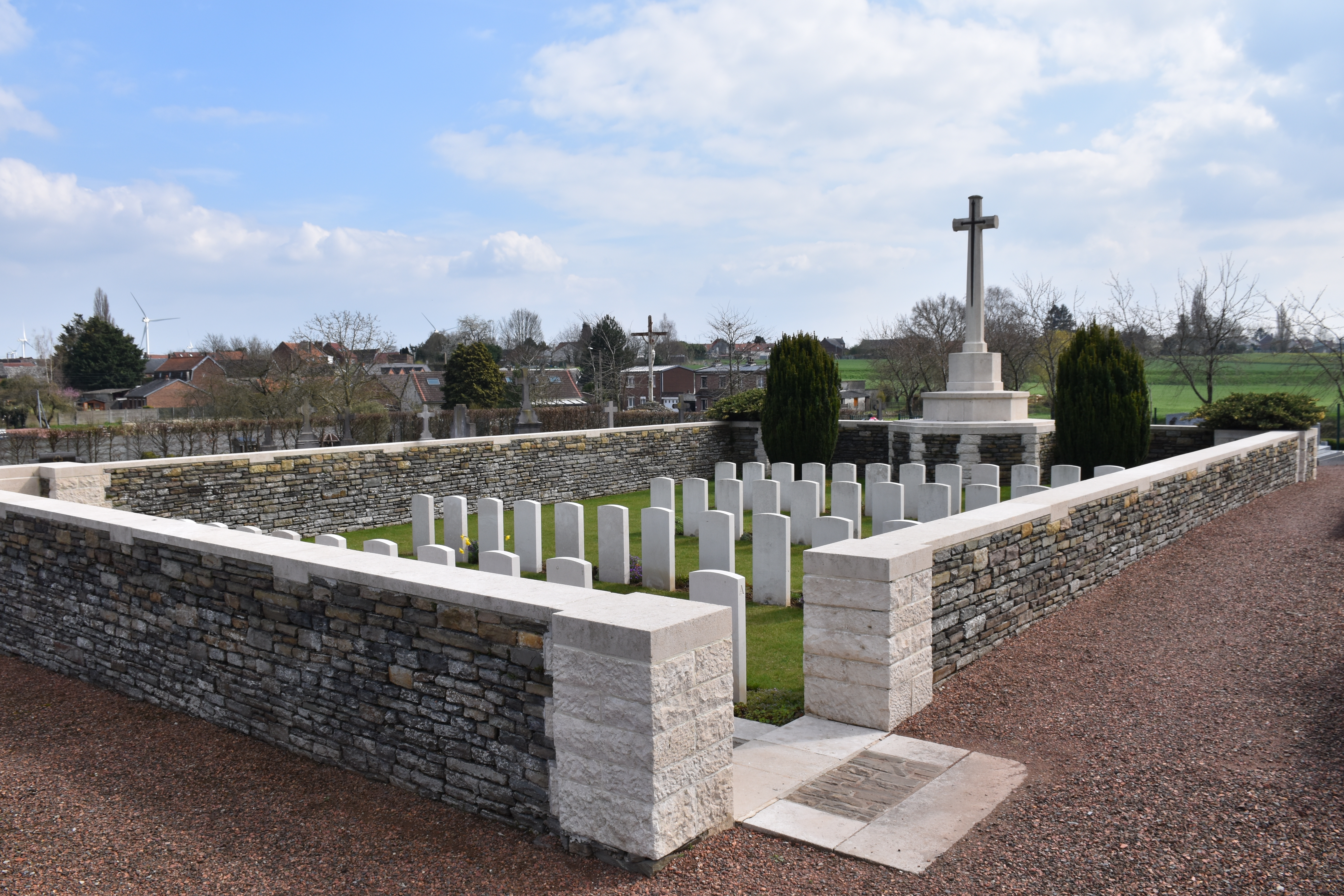
Le cimetière britannique.
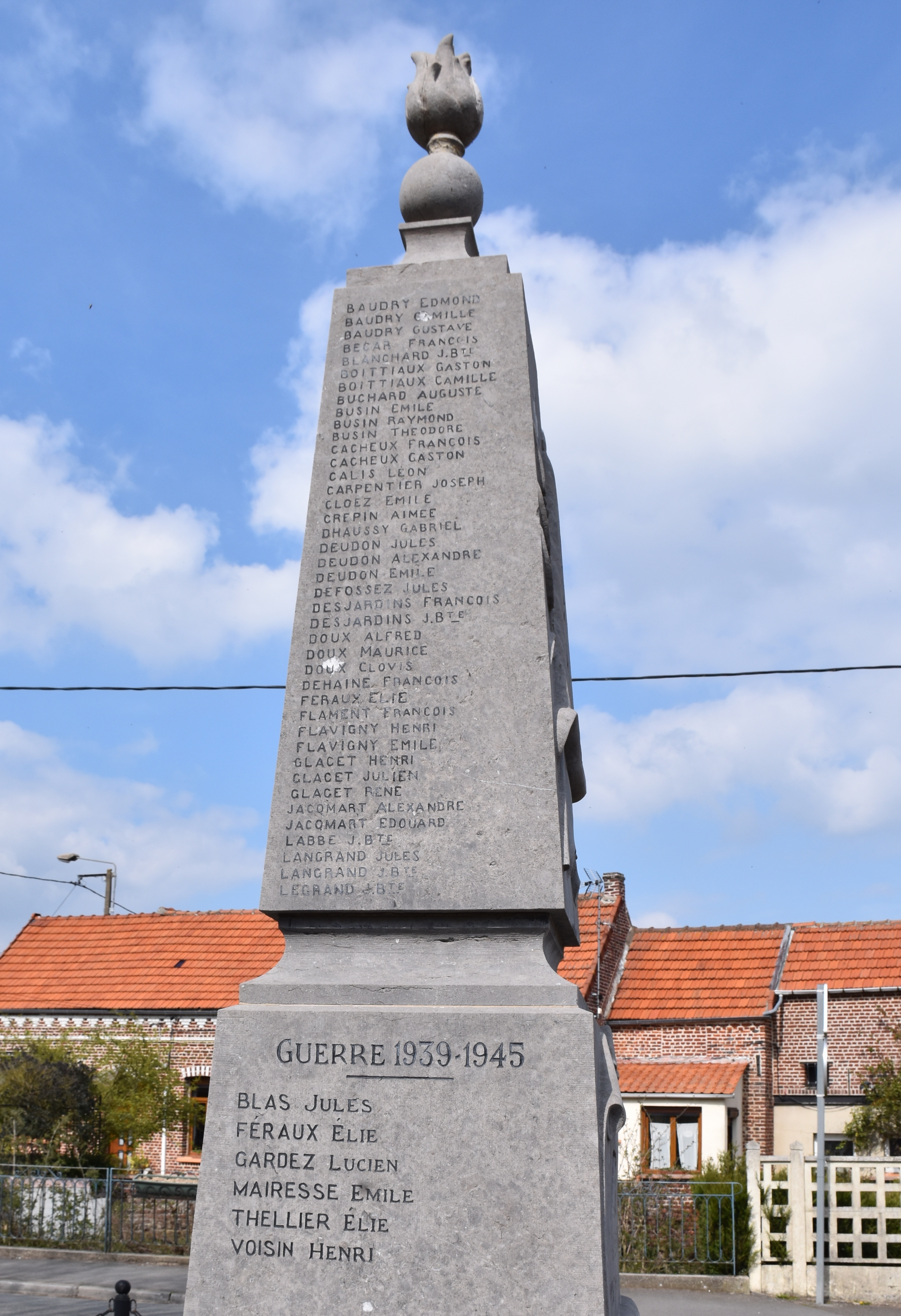
Le monument aux morts.

### Héraldique
| Blason de Saint-Vaast-en-Cambrésis | Blason  | D'azur à l'aigle bicéphale d'or, becquée et membrée de gueules |

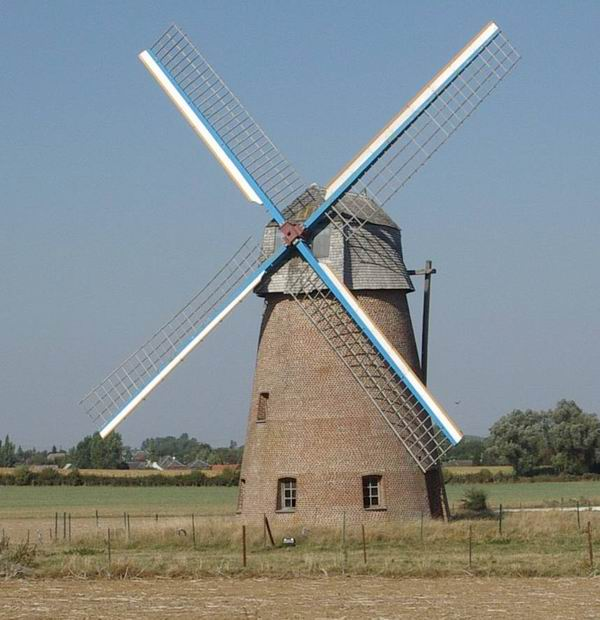
Le moulin

| Blason de Saint-Vaast-en-Cambrésis | Détails | Blason d'azur à l'aigle bicéphale d'or, becquée et membrée de gueules adopté par le conseil municipal et présenté officiellement en 1992 |
| Blason de Saint-Vaast-en-Cambrésis | Alias   | D'or à trois chevrons de gueules. Ces armoiries venaient de l'abbaye de Saint-Aubert de Cambrai qui possédait la Justice de Saint-Vaast. Cependant, il se trouve que le secrétaire de la Commission historique du département du Nord a découvert que les armes ne sont pas celles de l'abbaye de Saint-Aubert de Cambrai mais celles figurant dans un livre de comptes armorié établi en 1646 par Jean Carpentier, moine de Saint-Aubert, lesquelles sont d'azur à l'aigle bicéphale d'or, becquée et membrée de gueules. |

## Pour approfondir